# Noctepuna muensis
Noctepuna muensis е вид коремоного от семейство Camaenidae.

## Разпространение
Видът е разпространен в Австралия.